# Manuelinski stil
Manuelinski stil ili kasnogotički portugalski stil je kompozitni stil arhitektonske ornamentacije iz prve polovice 16. stoljeća (oko 1490. – 1520.) u kojem su raskošno korišteni pomorski motivi, prizori velikih zemljopisnih otkrića i njihovi simboli. Naziv je dobio po portugalskom kralju Manuelu I. Portugalskom (1495. – 1521.), za čije se vladavine javlja. Prvi put je spomenuo vizkont Porta Segura, Francisco Adolfo de Varnhagen, 1842. godine u opisu Hijeronimitskog samostana u Lisabonu u svojoj knjizi "Noticia historica e descriptiva do Mosteiro de Belem, com um glossario de varios termos respectivos principalmente a architectura gothica".
Ovaj inovativni stil je sinteza svih kasnogotičkih utjecaja, od španjolskog pleterskog stila, talijanske Fiorite (cvjetne gotike) i flamanskih elemenata. Na taj način obilježeva prijelaz iz kasne gotike u renesansu.
Gradnja crkava i samostana u manuelinskom stilu je sponzorirana portugalskom zaradom koja je počivala na trgovini začina iz Afrike i Indije. Zbog toga je ukrašavanje portugalskih građevina (crkava, samostana, palača i dvoraca) istočnjačkim i indijskim ornamentima, te utjecajem istočnjačkih oblika u kiparstvu i slikarstvu, ali i primijenjenim umjentostima, simboliziralo njihovu povezanost s prekooceanskom trgovinom i pomorskom moći portugala, te je postao izraz nacionalnog ponosa.

## Odlike
Česti manuelinski motivi su:
- Brodski elementi poput obručaste sfere (koja se koristila u navigaciji, ali i simbol svemira), sidra, konopci (često su stupovi oblikovani poput uvrnutih brodskih konopaca) i kabeli i sl.
- Morski elementi kao što su školjke, biseri i morska trava.
- Biljni motivi kao grane lovora, hrastvovo lišće, češeri, maka, klipovi kukuruza i sl.
- Kršćanski simboli kao križ Kristovog reda koji je odigrao ključnu ulogu u financiranju pomorskih istraživanja.
- Simboli otkrivenih zemalja, kao npr. islamski filigranski ukrasi na Samostanu Batalha koji su doneseni iz Indije. A često se u građevinama koriste islamski lukovi od tri polukruga, osmerokutni kapiteli, kupaste filijale i ukrašavanje portala nišama s kanopusima (krovićima iznad trijemova).

- Manuelinski prozor Samostanske kuće u Tomaru
- Obručasta sfera (Samostan Batalha)
- Unutrašnjost Hijeronimitskog samostana u Lisabonu
- Portal Hijeronimitskog samostana
- Golegã, glavna crkva
- Manuellinski portal sakristije (Samostan Alcobaça)
- Portal Crkve sv. Ivana Krstitelja u Tomaru
- Manuelinski prozor privatne kuće u gradu Linhares da Beira

## Predstavnici
Neki od slavnih manuelinskih umjentika su:
- arhitektura: Diogo Boitac, Mateus Fernandes, Diogo de Arruda, Francisco de Arruda, João de Castilho, Diogo de Castilho, Diogo of Torralva, Jerome of Rouen
- kiparstvo: Diogo Pires
- slikarstvo: Vasco Fernandes, Gaspar Vaz, Jorge Afonso, Cristóvão de Figueiredo, Garcia Fernandes, Gregório Lopes